# Scatopsciara postgeophila
Scatopsciara postgeophila är en tvåvingeart som beskrevs av Werner Mohrig och Menzel 1992. Scatopsciara postgeophila ingår i släktet Scatopsciara och familjen sorgmyggor.
Artens utbredningsområde är Österrike. Inga underarter finns listade i Catalogue of Life.